# Cantonul Angers-Trélazé
Cantonul Angers-Trélazé este un canton din arondismentul Angers, departamentul Maine-et-Loire, regiunea Pays de la Loire, Franța.

## Comune
- Andard
- Angers (parțial, reședință)
- Brain-sur-l'Authion
- Sarrigné
- Trélazé